# Remig
A Remig férfinév a latin Remigius név rövidülése. Jelentése valószínűleg: hajós, evezős.

## Gyakorisága
Az 1990-es években szórványos név, a 2000-es években nem szerepel a 100 leggyakoribb férfinév között.

## Névnapok
- október 1.[2]

## Híres Remigek
- Békefi Remig történész, ciszterci szerzetes (1858–1924)
- Kubovics Remigius bencés áldozópap
- Papp A. Remig építész, New Yorkban az amerikai-magyar mérnöktársaság megalapítója
- Temlényi Remig Miklós (1724–1786) kegyestanítórendi áldozópap és rendfőnöki segédigazgató